# Ауенгрунд
Ауенгрунд (њем. Auengrund) општина је у њемачкој савезној држави Тирингија. Једно од 43 општинска средишта округа Хилдбургхаузен. Посједује регионалну шифру (AGS) 16069058.

## Географски и демографски подаци
Општина има седам насељених места. Највише од њих је Крок (њем. Crock), налази се на надморској висини од 450 метара. Површина општине износи 37,1 km². У општини живи 3.284 становника. Просјечна густина становништва износи 89 становника/km².

## Међународна сарадња
| Мјесто | Држава    | Врста сарадње | Од    |
| ------ | --------- | ------------- | ----- |
|        | Француска | партнерство   | 1995. |
| Извор  |           |               |       |